# Gladdenska polja
Gladdenska polja (sindarinski Loeg Ningloron) je prostranstvo u J. R. R. Tolkienovu Međuzemlju prekriveno trstikom i perunikom, gladden. Nalaze se na ušću rijeke Gladden u Veliku rijeku, Anduin.
Druge godine Trećeg doba na Gladdenskim poljima Isildur je sa svojim sinovima upao u zasjedu orka. Isildur je uskočivši u Anduin pokušao pobjeći skriven od pogleda posebnim svojstvom nevidljivosti Jedinstvenog Prstena, ali mu je prsten skliznuo s prsta i potonuo na dno Anduina. Isildur je isplivao na suprotnu obalu Anduina, ali su ga tamo ubili orci u potrazi za preživjelim žrtvama zasjede.  Isildurov štitonoša Ohtar je spasio krhotine mača Narsila, koje je kasnije naslijedio Aragorn. U ovoj zasjedi kasnije poznatoj kao Stradanje na Gladdenskim poljima poginuli su i Isildurovi sinovi.
Na tom je mjestu nakon dvadesetpet stoljeća hobit Déagol, iz plemena Šturovih, pronašao Jedinstveni Prsten, gdje ga je ubio na njegov pronalazak ljubomorni rođak Sméagol, koji se kasnije preobrazio u biće poznato kao Gollum.
Jedan od triju prijevoja Maglenog gorja je uz izvorište rijeke Gladden.

## Vanjske poveznice
- Gladden Fields at the Encyclopedia of Arda(engl.)